# Майор
Вижте пояснителната страница за други значения на Майор.
Майор (на латински: major – „голям, главен, важен“; във флота: капитан III ранг) е първото военно звание за старшите офицери в много въоръжени сили на държавите по света.
Предшества се от капитан и след него е подполковник. На пагона има две надлъжни черти и една средна звезда. Във военноморските сили съответства званието капитан III ранг. В Българската армия по принцип се придобива след успешно завършване на военна академия, обикновено с двегодишен период на обучение.
В редица страни се нарича commandante (испаноговорещите страни), commandant (Франция, Ирландия) и др. Да не се бърка с многозначното френско звание, което означава най-високото офицерско звание във въоръжените сили (например: бригаден майор от френската полиция).
| Военни звания   |       |                      |
| младши: Капитан | Майор | старши: Подполковник |

В руската армия званието майор е въведено от Петър Велики през 1698 г., а в Червената армия – през 1935 г.